# Magodendron venefici
Magodendron venefici là một loài thực vật có hoa trong họ Hồng xiêm. Loài này được (C.T.White & W.D.Francis) Vink mô tả khoa học đầu tiên năm 1957.